# 島津亞矢
島津亞矢（日语：／ Shimazu Aya，1971年3月28日—），本名島津亞矢子，是日本女性演歌歌手，出生於熊本縣。演歌老前輩二葉百合子是她的啟蒙老師，與另外兩位知名的演歌歌手坂本冬美與石川小百合是師姊妹關係。
除了自己的歌曲外，島津亞矢亦經常翻唱其他歌手的作品，作品範疇不單限於演歌或民謠，就算是J-POP、外語歌曲、甚至是如美輪明宏那種藝術歌曲味道甚重的作品，亦能勝任，因此獲得了「歌怪獸」的暱稱。

## 經歷
- 14歲離開故鄉，拜師作詞家星野哲郎（日语：星野哲郎）。
- 1986年 - 以「穿著裙子的飄泊浪子」（日语：／星野哲郎作詞）出道。
- 1987年 - 與坂本冬美、石上久美子（日语：石上久美子）結成「抖擻3人娘」（日语：はつらつ3人娘）。
- 1991年 - 「再唱一次愛染桂」（日语：愛染かつらをもう一度）成為發行量突破30萬張的熱門歌曲。
- 1994年 - 主持廣播節目「いすゞ歌うヘッドライト〜コックピットのあなたへ〜（日语：いすゞ歌うヘッドライト〜コックピットのあなたへ〜）」，一直至1998年。
- 2001年 - 以「感謝狀・給母親的短信」（日语：感謝状・母へのメッセージ）」出道15年終於首度出場NHK紅白歌合戰。
- 2015年 - 憑其演唱的《陀螺》（日语：独楽），獲得了2015年度《日本作詞大賞（日语：日本作詩大賞）》中最優秀作品獎，同時相隔14年後再次入選紅白。
- 2016年 - 第3次登場紅白，選唱已故演歌天后美空雲雀歌唱生涯後期的代表作品《川流不息》。
- 2017年 - 第4度受邀出席紅白，以一身和服演唱西洋著名老歌 《The Rose》。
- 於2018年及2019年的紅白中，均選唱了中島美雪的作品，其中2019年選唱《線》（日语：糸）時，由鋼琴家兼演員清塚信也（日语：清塚信也）作伴奏，再一次顯示出非常扎實的功架。
- 2020年於Youtube開設了公式歌唱頻道「歌怪獸頻道」（日语：歌怪獣チャンネル），由樂隊即場伴奏下，收錄了自己的歌曲及其他歌手的翻唱作品。一方面是紀念出道35周年，亦是因為原來籌備的多場音樂會因受2019冠狀病毒病影響而被逼取消，因而改為於網上頻道演唱，作為其中一種替代方式。

2024年 - 以“AYA SHIMAZU（亚矢·岛津或阿雅·岛津，日语：アヤ·シマヅ）”名义加盟华纳音乐集团大西洋唱片（ALANTIC RECORDS），发行外语翻唱单曲《Think》并全球出道。

## NHK紅白歌合戰出場紀錄
| 年度/回數     | 出場次數 | 曲目                 | 出演次序 | 對手           | 備註          |
| ------------- | -------- | -------------------- | -------- | -------------- | ------------- |
| 2001年/第52回 | 初       | 感謝狀・給母親的短訊 | 17/27    | 冰川清志       |               |
| 2015年/第66回 | 2        | 不回來也沒關係       | 8/26     | 極品下流少女。 |               |
| 2016年/第67回 | 3        | 川流不息             | 14/23    | 福山雅治       |               |
| 2017年/第68回 | 4        | The Rose             | 11/23    | 鄉裕美         | 上半場壓軸(1) |
| 2018年/第69回 | 5        | 時代                 | 9/22     | 五木宏         | 上半場壓軸(2) |
| 2019年/第70回 | 6        | 線                   | 4/21     | Hey! Say! JUMP |               |

## 作品

### 主要單曲作品

#### 岛津亚矢名义
1. 穿著裙子的飄泊浪子（袴をはいた渡り鳥，1986年5月21日）
2. 明日心（あすなごころ，1987年2月21日）
3. 度量船（度胸船，1988年6月21日）
4. 再唱一次愛染桂（愛染かつらをもう一度，1991年5月21日）
Oricon最高排名55位、停留19周
5. 留在記憶中的母親（瞼の母，1992年3月28日）
名作歌謠劇場・第1彈
6. 一本刀入場式（一本刀土俵入り，1992年5月21日）
名作歌謠劇場・第2彈
7. 關本的彌太郎（関の弥太っぺ，1992年9月23日）
名作歌謠劇場・第3彈
8. 速遞母親的心（母ごころ宅配便，1993年3月21日）
Oricon最高排名95位、停留2周
9. 阿梶（1993年9月22日）
名作歌謠劇場・第4彈
10. 桃色鴉（1994年6月22日）
Oricon最高排名63位、停留6周
11. 愛・黃昏（愛・たそがれ，1995年1月1日）
Oricon最高排名91位、停留3周
TBS系電視劇「命歸何處」（命いずこへ）片尾曲
BMelo「彼岸雪」TBS系電視劇「命歸何處」插曲
12. 海鳴的詩（海鳴りの詩（うた），1995年6月21日）
Oricon最高排名44位、停留5周
13. 阿蔦（1995年7月21日）
Oricon最高排名69位、停留3周
名作歌謠劇場・第5彈
14. 花之幡随院（花の幡随院，1996年1月21日）
Oricon最高排名100位、停留1周
名作歌謠劇場・第6彈
15. 不需要女人的年代喲（女にゃ年はいらないよ，1996年6月26日）
Oricon最高排名54位、停留7周
16. 阿初（1996年9月21日）
Oricon最高排名80位、停留4周
名作歌謠彈劇場・第7彈
17. 感謝狀～給母親的短信～（感謝状～母へのメッセージ～，1997年4月23日）
Oricon最高排名100位、停留1周
第52届NHK紅白歌合戰出場曲
18. 現在的奥尻（奥尻はいま，1997年7月24日）
故鄉百景系列第1輯（ふるさと百景シリーズ・第1彈）
19. 阿龍（1997年10月22日）
名作歌謠劇場・第8彈
20. 美保関潮歌（1998年2月21日）
21. 憂世春秋｛，1998年5月21日）
Oricon最高排名72位、停留13周
22. 人生二勝一敗（1999年1月11日）
Oricon最高排名62位、停留5周
23. 梅川（1999年1月21日）
名作歌謠劇場・第9彈
24. 都會之雀（都会の雀，1999年3月25日）
東映映画「無惡不作的妻子們～紅色殺機～」（極道の妻たち～赤い殺意～）主題歌／ABC電台「天快亮了ABC」（もうすぐ夜明けABC）片頭曲
25. 相生～兩個人的結是解不開的了（相生～ふたりの絆はほどけない，2000年2月23日）
Oricon最高排名80位、停留3周
26. 阿桑（2000年9月21日）
Oricon最高排名78位、停留2周
名作歌謠劇場・第10彈
27. 道南夫婦船（2000年12月20日）
Oricon最高排名84位、停留3周
故鄉百景系列第2輯（ふるさと百景シリーズ・第2彈）
28. 北海峡（2001年3月28日）
Oricon最高排名50位、停留4周
29. 波（2001年10月12日）
Oricon最高排名39位、停留8周
30. 阿梅（2002年12月18日）
Oricon最高排名60位、停留17周
名作歌謠劇場・第11彈
31. 北海戀歌（北海恋唄，2003年3月28日）
Oricon最高排名41位、停留16周
32. 結束了大海的一生（海で一生終わりたかった，2003年8月21日）
Oricon最高排名46位、停留12周
33. 回憶的百寶箱（おもいで宝箱，2003年9月25日）
Oricon最高排名103位、停留2周
故鄉百景系列第3輯（ふるさと百景シリーズ・第3彈）
34. 回不去嗎、女兒…（帰らんちゃよか、娘に…，2004年5月26日）
Oricon最高排名73位、停留14周
35. 阿七（お七／2004年11月24日）
Oricon最高排名51位、停留10周
名作歌謠劇場・第12彈
36. 大器晩成（2005年3月28日）
Oricon最高排名37位、停留28周
37. 小春（2006年1月25日）
Oricon最高排名59位、停留4周
近松門左衛門原作「心中天網島」
名作歌謠劇場・第13彈
38. 流浪到津輕（流れて津軽，2006年5月17日）
Oricon最高排名31位、停留33周
39. 阿吉（2006年9月13日）
Oricon最高排名44位、停留16周
名作歌謠劇場・第14彈
40. 富士（2007年6月27日）
Oricon最高排名21位、停留23周、銷量達35萬張以上
41. 阿德（2007年9月26日）
Oricon最高排名49位、停留7周
名作歌謠劇場・第15彈
42. 海調（2008年3月26日）
最高排名30位
43. 緣舞台（2009年3月4日）
44. 溫故知新（2010年1月1日）
45. 風與花（風そして花，2010年4月1日）
46. 在遙遠的歌路（歌路遥かに，2011年1月26日）
47. 戀慕海峽（恋慕海峡，2011年8月24日）
48. 一本釣（一本釣り，2012年5月9日）
49. 緣（2013年4月17日）
50. 母親（2013年12月11日）
51. 獨樂（2015年1月21日）
52. 不回來也沒關係（帰らんちゃよか，2016年1月20日）
53. 阿吽之花（阿吽の花，2016年3月16日）
54. 命運的接力棒（いのちのバトン，2017年1月18日）
55. 心（2017年6月21日）
56. I CAN'T DO ANYTHING -宇宙- （I CAN'T DO ANYTHING -宇宙（そら）よ-）（2017年9月2日）
57. 道（2018年3月28日）
58. 凛（2019年3月20日）
59. （2020年3月18日）
60. 從看見你開始（君と見てるから，2020年6月17日網絡發行、同年9月30月CD發行）
61. 夏椿（2021年7月21日）
62. 作為花、身為人（花として 人として，2022年3月16日）

### 專輯

#### 岛津亚矢名义
1. 人生男節、1987/03/21
2. BEST&BEST 島津亞矢全曲集、1989/07/21
3. 一起来歌唱吧（歌いましょう）! 島津亞矢名曲集（歌＆卡拉OK）、1990/09/21
4. 原唱全曲集、1991/06/21
5. 艶歌競艶系列 天童芳美VS島津亞矢、1991/07/21／
6. 全曲集 1991/11/21
7. 原唱最佳、1992/06/21
8. 母親的心宅急送・島津亞矢最佳、1993/06/23
9. 島津亞矢最佳演歌～桃色鴉～、1994/07/21
10. 島津亞矢股旅名曲集、1994/10/21
11. 島津亞矢名作歌謠劇場、1995/09/21
12. 全曲集'96、1995/10/21
13. 不需要女人的年代喲 島津亞矢最佳演歌、1996/08/21
14. 全曲集'97、1996/10/21
15. 全曲集'98、1997/10/22
16. 新版名作歌謠劇場、1997/11/2
17. 憂世春秋　島津亞矢演歌之旅、1998/6/24
18. 演歌的結、1999/6/23
19. 大全集、1999/11/21
20. 相生～兩個人的結是解不開的了、2000/8/23
21. 2001年全曲集、2000/10/25
22. 波動 亞矢・美空雲雀的歌、2001/03/23
23. 知道（ご存じ） 島津亞矢 名作歌謠劇場、2001/06/21
24. 2002年全曲集、2001/09/21
25. 大全集、2001/11/21
26. 彩-AYA-、2002/06/21
27. BS 日本的歌、2002/09/26
28. 2003年全曲集、2002/10/23
29. 阿梶／單曲名曲最佳3蒐集 ～白金系列～（ベスト3コレクション ～プラチナシリーズ～）、2002/12/18
30. 亞矢・三波春夫的歌、2003/06/25
31. 2004年全曲集、2003/11/21
32. 大全集、2003/12/17
33. BS日本的歌Ⅱ、2004/04/21
34. 極めつけ 島津亞矢的名作歌謠劇場、2004/08/25
35. 2005年全曲集、2004/11/24
36. 股旅名曲集、2005/02/23
37. BS日本的歌Ⅲ、2005/06/22
38. 大器晩成 島津亞矢20周年記念名曲集、2005/09/21
39. 2006年全曲集、2005/11/23
40. 祝壽・祭祀歌、2006/07/26
41. BS日本的歌Ⅳ、2006/08/23
42. 2007年全曲集、2006/11/22
43. 最佳單曲特選集、2007/5/27
44. 成套！島津亞矢 名作歌謠劇場、2007/7/25
45. 大全集、2007/10/7
46. 鏡花水月、2007/10/17

## 其他
- 2005年，由作詞家星野哲郎（日语：星野哲郎）創作的《大器晚成》獲得日本作詞大獎。2015年再憑由久仁京介（日语：久仁京介）所寫的《獨樂》二度獲獎。
- 2007年2月1日，在青森縣乘坐出租車赴音樂會途中，與另一架出租車相撞。該出租車及後證實為由新聞媒體租用、以追蹤報道青森縣住宅供給公社巨貪事件中的『智利人妻』阿妮塔・阿爾瓦拉多。島津在是次事件中受了輕傷，但最終仍能如常舉行當天的音樂會。
- 2009年5月9日，櫪木縣宇都宮市音樂會舉行前夕，有人用會場周邊的公用電話撥打110告知「去殺人了」。那個男人打電話之後離開了，出於安全方面的考慮，東道主將音樂會延遲至六月才舉行。

## 外部連結
- 亜矢姫の杜 （页面存档备份，存于）　島津亜矢後援会公式ホームページ（日文）
- 島津亜矢 （页面存档备份，存于） こぶし de ねっと（日文）
- わくわく親善大使（日文）
- YouTube上的島津亜矢【公式】歌怪獣チャンネル頻道